# Palasni
Palasni fou un estat tributari protegit a l'agència de Rewa Kantha, presidència de Bombai al grup de Sankhera Mehwas. Tenia una superfície de 31 km i el formaven 14 pobles. Els seus ingressos estimats eren 
475 lliures i el tribut de 213 lliures corresponia al Gaikwar de Baroda.
Governava una dinastia parmar i fou fundat el 1489 per Rao Askaranji. Al segle XIX governava Jit Singh, mort el 30 de maig de 1907 sent succeït per Indar Singh. El 16 de novembre de 1929 va pujar al tron el darrer raja Rajparmar Thakur Shri Chnadra Singh, fill de Jit Singh.